# Purin
Cet article possède un paronyme, voir Purine.
Cet article concerne le purin d'origine animale. Pour le purin d'origine végétale, voir Purin végétal.

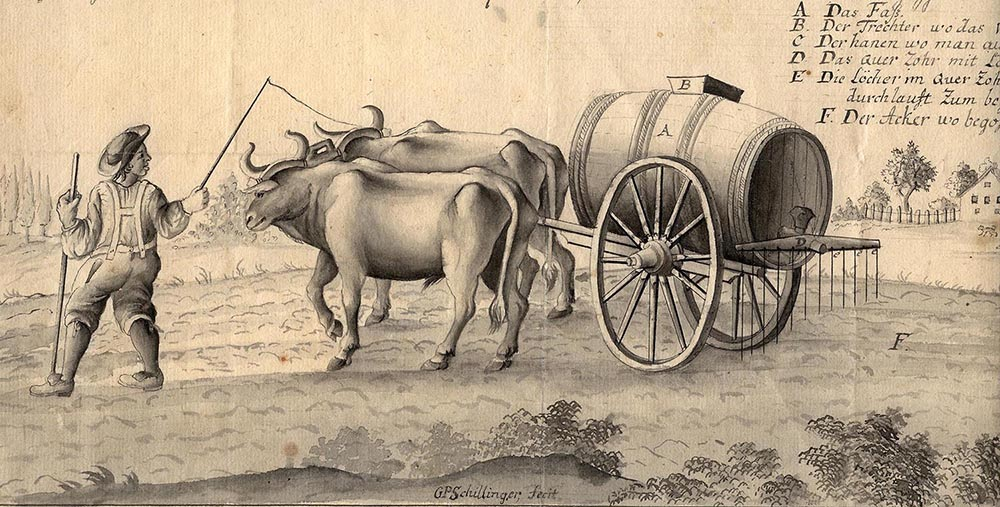
Épandage de purin au moyen d'une tonne à rampe. Allemagne, vers 1760

Le purin ou purin de ferme est un déchet liquide produit par les élevages d'animaux domestiques. Il est constitué principalement d'urines et de la phase liquide s'écoulant d'un tas de fumier ou de certains tas d'ensilage. Contrairement au lisier qui contient près de 10 % de matières sèches, le purin possède un maximum de 5 % de matières solides. Il a été et est régulièrement utilisé comme engrais et permet un apport de potassium non négligeable.
Il ne doit pas être confondu avec les purins végétaux utilisés comme pesticides ou activateurs biologiques qui sont généralement réalisés à partir de macération de végétaux dans de l'eau, même si ces macérations peuvent aussi être réalisées dans du purin de ferme.

## Étymologie
Purin proviendrait de l'ancien français purer : s'écouler, dégoutter, suinter (wiktionnaire), lui-même provenant d'une racine celtique : purr : jeter (de l'eau) (wiktionnaire anglais : cf anglais to pour: jeter, irlandais purraim : jeter). D'autres appellations régionales procèdent de la même idée : picard : écoulin, poitevin : suin.
Le verbe puriner (arroser de purin) n'est plus employé en agriculture.

## Provenance
Le purin consiste principalement en urine d'animaux d'élevages, généralement d'ongulés : porcs, chevaux, ânes, bovins, moutons, chêvres, cervidés, camélidés, éléphants, … mais pas d'oiseaux qui ne produisent pas d'urine séparée mais seulement des fientes pâteuses (bien qu'il puisse y avoir récupération de jus divers dans les grands élevages). Il provient donc de l'urine des animaux, d'autres secrétions animales (lait impropre à la consommation, jus des ateliers d'abattage et de fromagerie, …) des écoulements des tas de fumier et de certains tas d'ensilage. Il faut encore que ces écoulements soit récoltés et stockés séparément du fumier sinon on obtient du lisier.
Avant que la récupération de la totalité des effluents d'élevage ne soit obligatoire, le purin s'écoulait des élevages et des tas de fumier, il était récupéré ou non. 
L'obligation de récupérer tous les effluents et le développement des élevages sur caillebotis a poussé une partie des éleveurs à produire du lisier plutôt que du purin. Dans ce cas, le purin n'est qu'un composant du lisier.

## Le purin, engrais organique

### Composition
Le purin est récupéré comme engrais.
L'essentiel de l'azote de l'urine est sous forme d'urée. L'urée est hydrolysée en ammoniac et en dioxyde de carbone pendant le stockage du purin et dans le sol sous l'action des uréases microbiennes :
CO(NH2)2 + H2O → 2 NH3 + CO2 .
Lorsque l'ammoniac est dissous dans de l'eau, une quantité importante de celui-ci réagit avec l'ion hydronium de l'eau pour donner des ions ammonium, une partie de l'ammoniac est perdue par volatilisation :
H3O+ + NH3 → H2O +NH4+ .
Une incorporation rapide au sol permet donc d'éviter des pertes d'azote.
Cela entraîne une composition très variable en azote selon le type d'élevage et de stockage mais  le purin est toujours riche en potassium ; 1 m3 de purin peut contenir de 1 à 5 kg d'azote (N), de 0,2 à 0,5 kg de phosphore (noté en P2O5), de 3 à 7 kg de potassium (en K2O), 1 kg de magnésium (en MgO) … Son action est rapide. Étant donné les faibles concentrations en éléments fertilisants, le purin ne constitue généralement qu'une partie d'un programme de fertilisation.
Les ruminants recyclent une partie de leur urée dans leur système digestif, principalement dans la salive, ce qui influe sur la composition de l'urine. Dans le cas des camélidés ce processus est particulièrement important, ce qui conduit à une urine peu abondante et pauvre en azote.

### Stockage
Voir aussi Lisier#Stockage du lisier
Les éleveurs soucieux d'hygiène ou d'autonomie en matière de fertilisation ont de tout temps cherché à récupérer les effluents. Dans ces élevages, le fumier était placé sur une plate-forme bétonnée et le purin était recueilli dans la fosse à purin placée en contrebas de la fumière de façon à récupérer aussi les jus. Il était alors plus facile et d'ailleurs conseillé d'arroser régulièrement la fumière avec du purin pour accélérer la fermentation et la maturation du fumier (processus analogue au compostage).
Aujourd'hui dans les élevages bovins des systèmes de claies ou grilles permettent de faire s'écouler la phase liquide des déjections vers une fosse spécialisée, sinon ce serait du lisier. Dans les élevages de porcs on peut par exemple utiliser des séparateurs rotatifs.

### Épandage
La législation européenne concernant l'épandage est la même que celle concernant les lisiers, c'est-à-dire « tout excrément et/ou urine d'animaux d’élevage, avec ou sans litière, ou guano ».

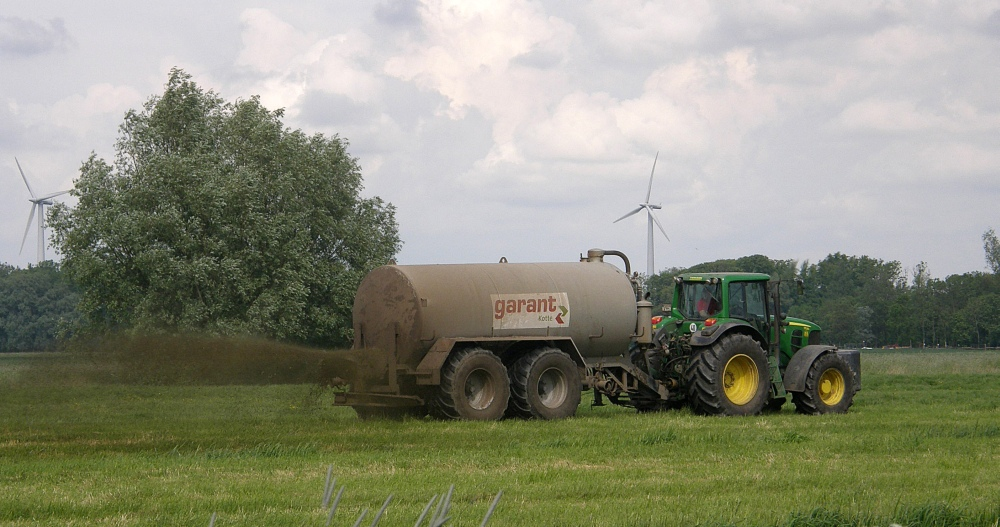
Les tonnes à lisier épandent aussi bien du purin.

Aujourd'hui le purin peut être chargé et épandu comme le lisier au moyen d'une tonne à lisier (citerne à pression contrôlée permettant une largeur d'épandage et un débit importants).

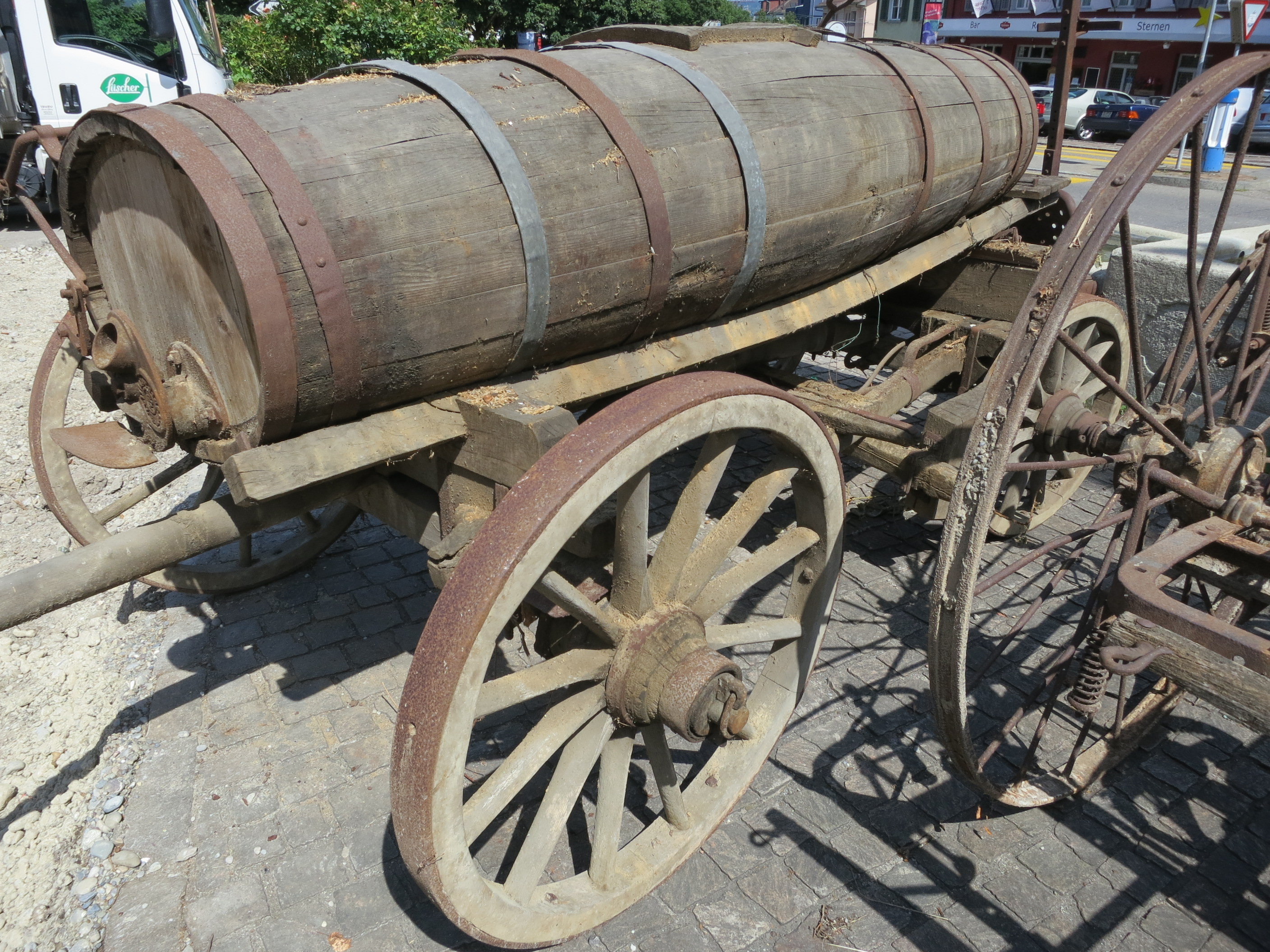
Tonne ancienne en bois avec vanne et buse miroir (palette) pour l'épandage, Suisse

Autrefois et jusque dans les années 1960 en France, le purin était épandu au moyen d'une tonne à purin simple munie d'un robinet ou d'une vanne alimentant une courte rampe d'épandage ou une buse miroir et fonctionnant simplement sous la pression gravitaire.
Lorsque l'exploitation possède un système d'irrigation, le purin peut être épandu par simple dilution dans le réseau d'irrigation, ce qui est une méthode très économique. En cas d'irrigation fertilisante par aspersion généralement interdite aujourd'hui, la diffusion des odeurs était maximale.
Pour éviter les problèmes d'appétence sur prairies pâturées, le purin doit être épandu après la fin de la saison de pâturage ou bien il faut le diluer dans de l'eau et observer un délai avant remise à l'herbe des animaux.

### Évolution de la gestion des effluents
La construction de broyeurs-mélangeurs puissants d'effluents à poste fixe ou sur tracteurs, ainsi que la mise sous pression des tonnes d'épandage grâce à un compresseur d'air à partir des années 1960, a rendu inutile la séparation stricte (observée avant la motorisation de l'agriculture à cause des problèmes de colmatage de buses) des éléments liquides et solides. Les élevages sur litière produisent alors fumier et lisier ou bien fumier et purin. Les élevages sur caillebotis, plus simples techniquement, ne produisent souvent que du lisier.

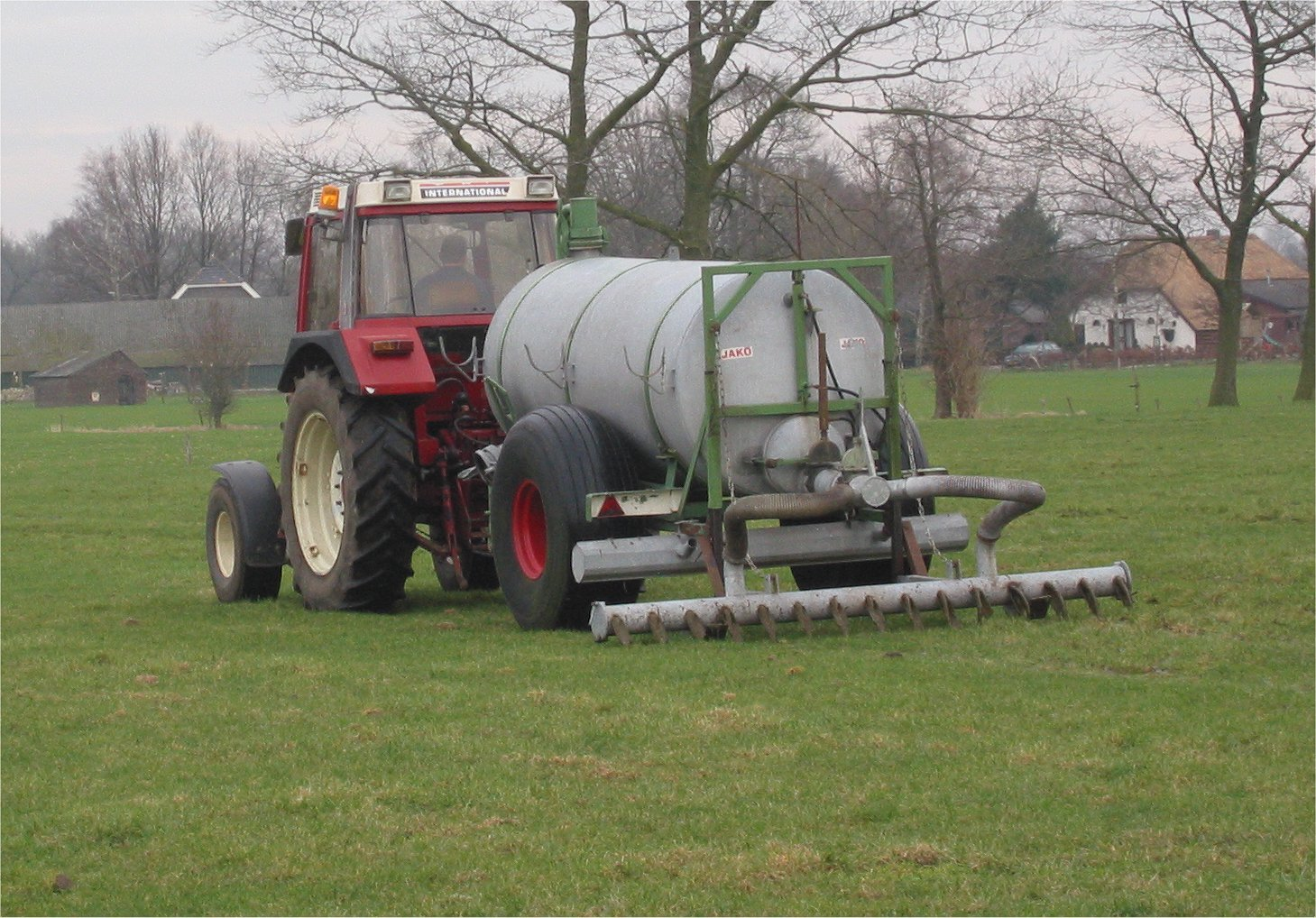
Application de purin ou lisier avec une rampe incorporatrice à socs.

Les normes environnementales obligent les éleveurs à modifier leurs pratiques. Les exploitations d'élevage sont de plus en plus munies de véritables stations de traitement des effluents très coûteuses. L'épandage au moyen d'une grosse buse miroir unique à l'arrière de la tonne provoque un énorme panache dispersant les odeurs. Il est de plus en plus remplacé par des rampes à buses multiples traînant près du sol ou mieux par des dents à socs suivis de buses permettant l'enfouissement direct. De plus l'enfouissement direct limite l'évaporation de l'ammoniac (NH3) et permet une économie sur la fumure azotée.
Pour éviter le colmatage des buses et diminuer les odeurs, les éleveurs appliquent parfois un système de séparation de phases au lisier (filtration, décantation), ce qui revient à refaire un fumier compostable peu odorant d'une part et du purin d'autre part. Pour minimiser la taille de ce système également coûteux, on peut conduire les déchets liquides primaires directement au stockage liquide, si l'élevage s'y prête.
Pour améliorer leur fonctionnement certaines stations d'épuration recevant des déchets de type purin envisagent de faire précipiter le phosphate pour obtenir de la struvite (NH4MgPO4• 6 H2O) recyclable comme engrais (voir struvite dans le traitement des eaux usées).

## Autres utilisations traditionnelles du purin
Voir aussi Urine#Usages traditionnels
En fermentant le purin brunit, l'urée contenue dans l'urine se transforme en ammoniac (NH3). À condition d'être suffisamment pur (par exemple dans certains élevages de chevaux) et après maturation, le purin a eu les mêmes usages importants que l'urine humaine avant l'ère industrielle : dégraissant pour la laine, mordant pour les teintures, tannage des peaux, traitement du minerai de pyrite[réf. nécessaire], fabrication du salpêtre (KNO3) … C'est aussi la présence d'ammoniac qui peut en faire un solvant efficace pour réaliser un purin végétal.